# Lwalwa
Les Lwalwa (ou Balualua, Balwalwa ou Lwalu) sont un peuple d'Afrique centrale établi en République démocratique du Congo, dans la province du Kasaï-Occidental.

## Langue
Leur langue est le Shilwalu ou bulwalu, une langue bantoue, dont le nombre de locuteurs était estimé à 21 000 en 1971

## Culture
Outre les figurines sculptées, les objets Lwalwa les plus souvent présentés dans les collections d'art africain traditionnel sont les masques. Ils sont aisément reconnaissables à leur forme allongée, à leur nez anguleux, à leur bouche proéminente et à leurs yeux rectangulaires mi-clos. Pour fixer solidement le masque sur le visage du danseur, un petit trou percé entre la bouche et le nez permet le passage d'une corde.

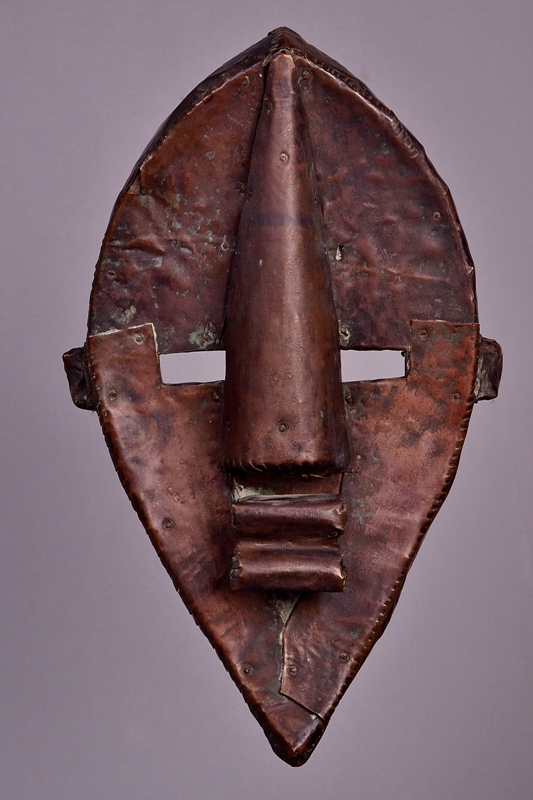
Masque de la société d'initiation Bangongo
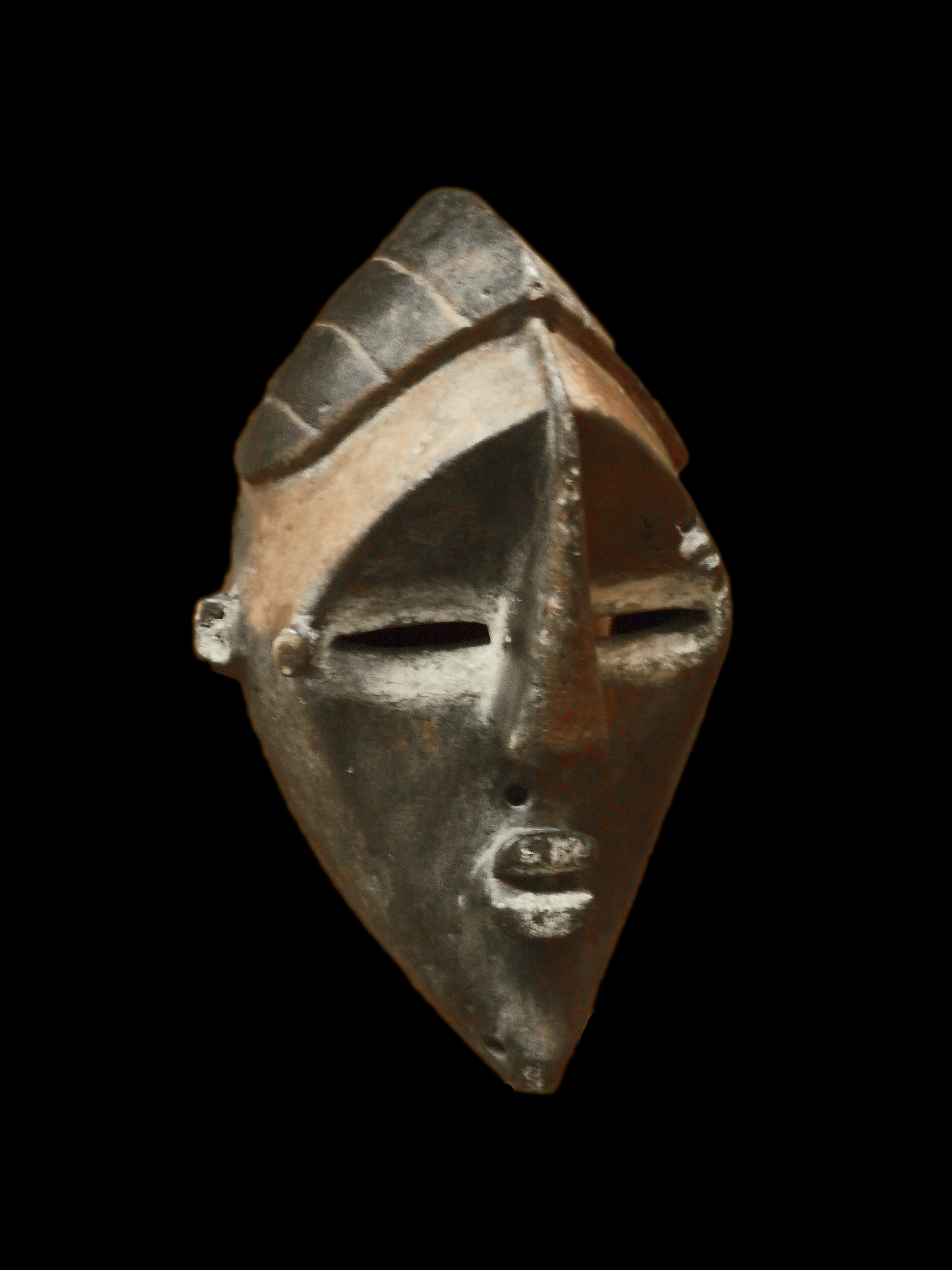
Masque mfondo